# Fagopyrum homotropicum
Fagopyrum homotropicum là một loài thực vật có hoa trong họ Rau răm. Loài này được Ohnishi mô tả khoa học đầu tiên năm 1998.